# Legamento giallo
I legamenti gialli (conosciuti anche con il nome latino di ligamenta flava) costituiscono, assieme ai legamenti interspinosi, sopraspinosi e intertrasversari, i legamenti a distanza dell'articolazione intrinseca della colonna vertebrale. Questi legamenti hanno la funzione di unire le vertebre tra loro, contribuendo alla stabilizzazione e alla mobilità fra osso e osso.
Presenti in coppia per ogni vertebra, da C1-C2 in alto fino a L4-L5 in basso, i legamenti gialli sono fasci di fibre relativamente elastiche che decorrono tra il margine inferiore di una lamina vertebrale e il margine superiore della lamina inferiore; possiedono una forma rettangolare e serrando gli spazi interposti tra una lamina vertebrale e l'altra delimitano posteriormente il canale vertebrale.
Il colore giallastro del legamento è dovuto proprio alla presenza di una grande quantità di tessuto elastico.
Medialmente i legamenti si incontrano con i loro margini a livello della radice dell'apofisi spinosa. In alcuni casi, sempre in corrispondenza della regione mediale, i legamenti non si fondono ma lasciano una stretta fessura dove vengono a decorrere le vene che mettono in comunicazione il plesso venoso vertebrale interno con quello esterno. Lateralmente i legamenti possono estendersi fino ad entrare in relazione con le capsule articolari delle articolazioni zigapofisarie, mantenendo comunque una loro distinzione anatomica ed evitando di fondersi.
Nella regione del collo i legamenti sono sottili, ma ampi e lunghi. Nella regione toracica appaiono più spessi e questa caratteristica si accentua ulteriormente nella regione lombare.

## Funzione
La loro notevole elasticità serve a preservare la postura eretta e ad assistere la colonna vertebrale nella fase di estensione che segue una flessione. 
L'elastina in essi contenuta impedisce l'instabilità e la protrusione del legamento nel canale spinale durante l'estensione, con il conseguente rischio di compressione canalicolare.

## Rilevanza clinica
L'ipertrofia di questo legamento può causare stenosi spinale, ovvero una riduzione del diametro antero-posteriore e latero-laterale di questa struttura, proprio perché il legamento decorre nella porzione posteriore del canale vertebrale. Sono in particolare i soggetti affetti da iperostosi scheletrica idiopatica diffusa quelli più soggetti a questo tipo di problema. 
Alcuni studi indicano che l'ispessimento e l'ipertrofizzazione di questi legamenti possano essere legati ad un processo di fibrosi con aumento crescente di collagene tipo VI, e tale incremento potrebbe rappresentare un processo adattivo e riparativo associato alla rottura delle fibre elastiche.